# Bildnis der Amalie Zuckerkandl
Das Bildnis der Amalie Zuckerkandl ist ein Ölgemälde von Gustav Klimt (1862–1918). Es ist unvollendet geblieben und wird auch als „Porträt einer Ermordeten“ bezeichnet, denn die Dargestellte wurde im Rahmen der Shoah ums Leben gebracht.
Die Restitution wurde abgelehnt. Das Gemälde gehört zum Bestand des Wiener Belvedere.

## Amalie Zuckerkandl
Amalie Schlesinger (1869–1942) heiratete am 7. Juli 1895 den Arzt Otto Zuckerkandl (1861–1921). Ihm zuliebe war sie zuvor zum Judentum konvertiert. Das Paar hatte drei Kinder: Victor, Eleonore und Hermine. Otto Zuckerkandl war ein Studienkollege und langjähriger Freund Arthur Schnitzlers. Auch die Ehefrauen der beiden Männer waren eng befreundet. Die bekannte Journalistin Bertha Zuckerkandl, eine Schwägerin von Otto und Amalie, galt als Vertraute von Gustav Klimt. Der ORF vermutet, dass daher Otto Zuckerkandl auf die Idee gekommen sein könnte, seine Frau von Klimt porträtieren zu lassen. Der Kontakt könnte aber auch über Ottos Bruder Victor und dessen Frau Paula zustande gekommen sein, die zu Klimts größten Sammlern zählten. Zu jener Zeit war Amalie Zuckerkandl, allgemein Frau Professor genannt, eine angesehene Persönlichkeit der vornehmen Wiener Gesellschaft, gut vernetzt und – wie Schnitzler berichtete – fallweise von jungen Offizieren umschwärmt. Es folgte kontinuierlicher Abstieg.
1919 ließ sich das Ehepaar scheiden, Otto Zuckerkandl starb am 1. Juli 1921. Amalie Zuckerkandl lebte nach der Scheidung in Purkersdorf bei Wien in bescheidenen Verhältnissen. Sie geriet nach der Scheidung öfters in Geldnöte. Ein Ex-Schwager hatte ihr ein Wohnrecht im Sanatorium West eingeräumt. Ende der Zwanziger Jahre sah sie sich gezwungen, das Gemälde gegen eine kleine Pension an Ferdinand Bloch-Bauer, einen Freund der Familie, zu verkaufen. Laut ihrer Tochter Hermine soll Amalie Zuckerkandl das Gemälde in den 1920er Jahren sogar zweimal an Bloch-Bauer verkauft haben. Nach der Annexion Österreichs wurde das Sanatorium schnell „arisiert“ und sie musste ausziehen. Eine Freundin, Mathilde Szeps, Witwe des Herausgebers Julius Szeps, nahm sie in ihrer Wohnung auf. Im Juli 1938 gab sie gegenüber der Vermögensverkehrsstelle an, sie beziehe von der Israelitischen Kultusgemeinde „gnadenhalber“ eine Pension von 800 RM pro Jahr und „von Freunden“ – gemeint war Bloch-Bauer – eine Unterstützung von 133,33 RM pro Monat. Diese monatliche Zahlung endete im Sommer 1941. Ferdinand Bloch-Bauer hatte das Porträt zurückgegeben und war nach Zürich geflüchtet, wo er am 13. November 1945 verarmt starb. Im November 1941 musste die inzwischen 72-jährige Amalie Zuckerkandl mit ihrer Tochter Eleonore in eine Sammelwohnung im 9. Wiener Gemeindebezirk, Grundlgasse 1/2 übersiedeln. Am 9. April 1942 wurden die Frauen verhaftet und nach Izbica deportiert. Sie wurden in der Folge ermordet, vermutlich im Vernichtungslager Belzec. Ihr Eigentum fiel an das Deutsche Reich. Auch Eleonores Ehemann und der gemeinsame Sohn Otto wurden vom NS-Regime ermordet.
Zwei Kinder von Amalie Zuckerkandl konnten den Holocaust überleben: Viktor (1896–1965), ein Musikwissenschaftler, flüchtete 1938 in die USA. Hermine (1902–2000) und ihr Ehemann, der Maler Wilhelm Müller-Hofmann, überlebten unter falscher Identität in Bayern.

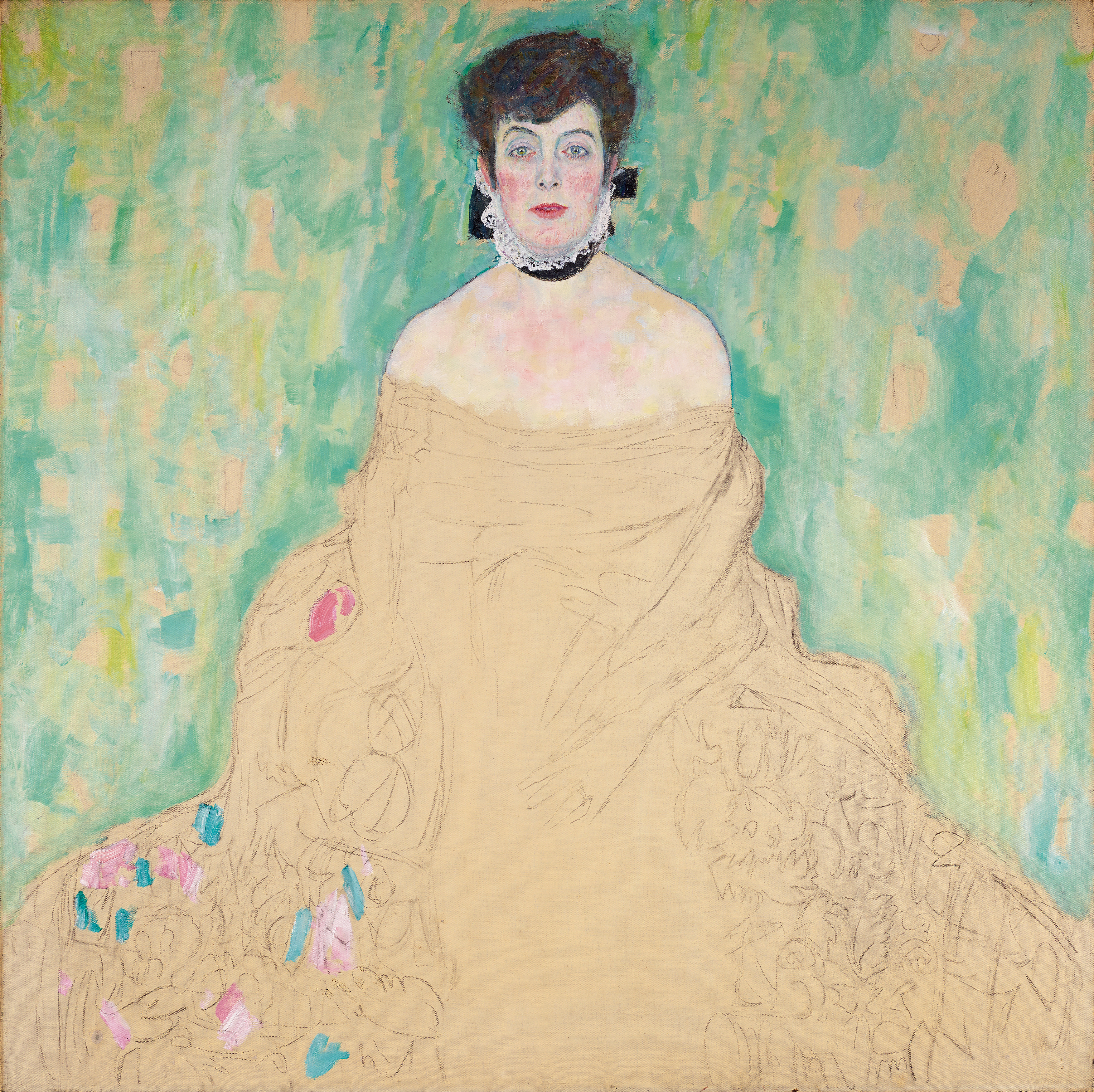
Amalie Zuckerkandl,
1918

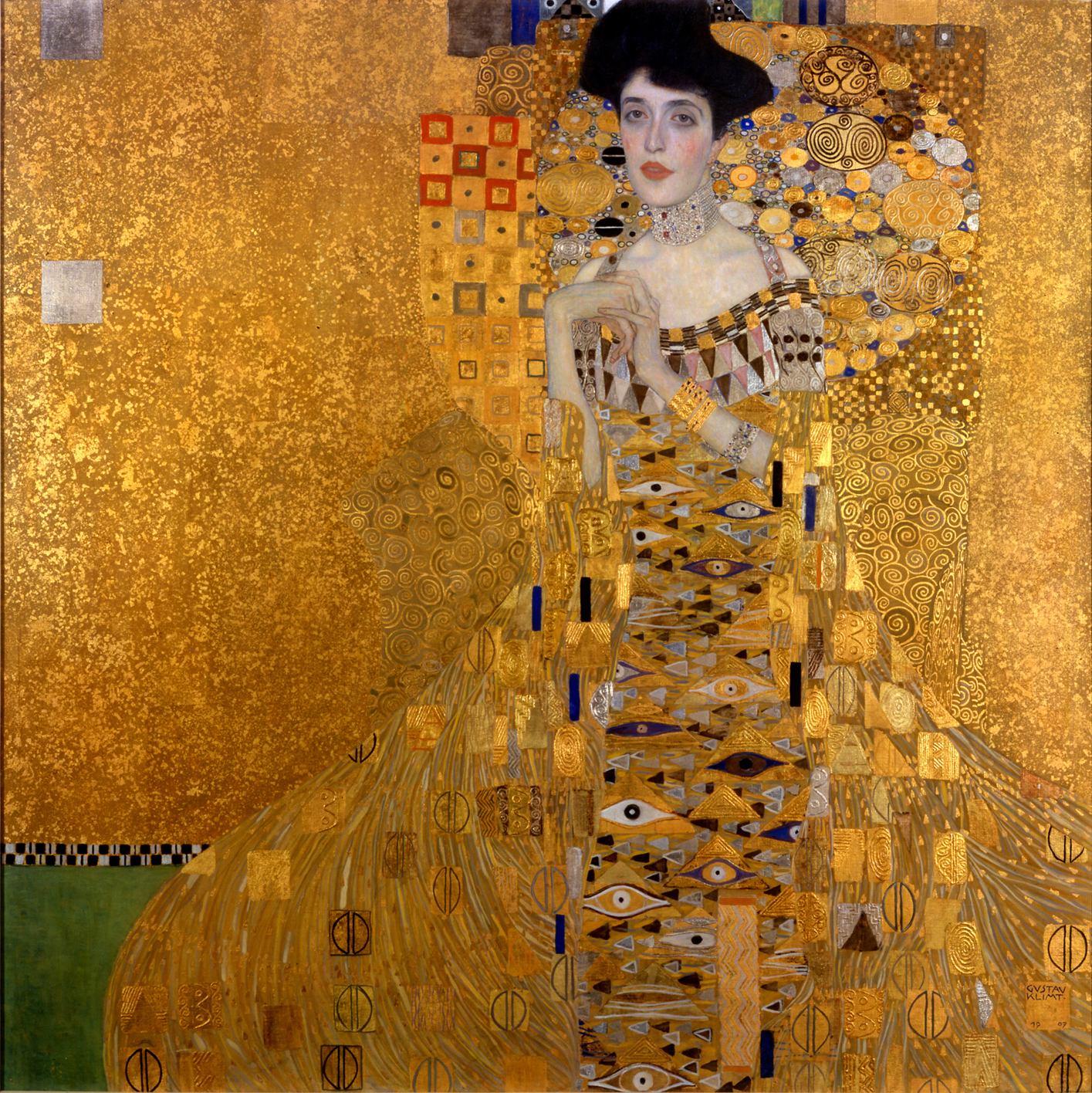
Adele Bloch-Bauer I,
1907

## Aufbau, Fertigstellungsgrad, Gegensatz
Sollte die Datierung einer Studie für das Gemälde mit 1914 korrekt sein, hat Klimt vier Jahre lang an dem Gemälde gearbeitet. Die Studie befindet sich im Besitz der Graphischen Sammlung Albertina.
Das Gemälde blieb unvollendet: Klimt erlitt Anfang 1918 einen Schlaganfall und starb vier Wochen später, am 6. Februar 1918.
Die Gemälde von Bloch-Bauer und Zuckerkandl stellen den größtmöglichen Gegensatz innerhalb eines Œuvres ein und desselben Malers dar. Links Glanz und Glorie, Ringstraße, Diamanten, Rubine, Saphire am Hals, mehr Gold als sonst was. Rechts alles abgeräumt und leer, Untergang, Niederlage und am Hals eine Krause, die wie ein Strick wirkt, der jederzeit zugezogen werden kann. Beide Damen blicken teilnahmslos durch die Weltgegend, das ist aber auch der einzige gemeinsame Nenner. Dazwischen war ein Weltkrieg, 17 Millionen Menschenleben, Untergang der Monarchie, Scheitern des Vielvölkerstaates, Ende jeder Illusion und jeder Kriegseuphorie. Klimt war ein Meister des Zeitgeists, der präzisestmögliche Chronist. Vor dem Untergang bleibt nur mehr der Tod.

## Provenienz
Klimts Gemälde befand sich zuerst im Besitz des Auftraggebers, Otto Zuckerkandl. Nach der Scheidung gelangte es in den Besitz der Porträtierten. Diese verkaufte es – aus Geldnot – ein- oder zweimal an den Industriellen Ferdinand Bloch-Bauer, den Witwer der Adele Bloch-Bauer und Auftraggeber von zwei Klimt-Porträts seiner Ehefrau, einen Freund der Familie. Am 13. März 1938, einem wichtigen Stichtag für allfällige Restitutionsansprüche, befand sich das Gemälde in seinem Besitz und Gewahrsam. Bloch-Bauer flüchtete zuerst in die Tschechoslowakei, dann in die Schweiz. Von Zürich aus fand Bloch-Bauer einen Weg, dass dieses Gemälde der Beschlagnahmung entzogen und der Familie von Amalie Zuckerkandl zurückgegeben werden konnte.
In der Not verkaufte die Familie Klimts Amalie-Porträt für 1600 Reichsmark an Vita Künstler, die von Otto Kallir die Neue Galerie übernommen hatte. Hermine Zuckerkandl benötigte 7.000 Reichsmark für ein sogenanntes „Sippenzeugnis“, welches sie jedoch als „halbjüdisch“ auswies und somit wertlos war. Vitas Ehemann, ebenfalls Kunsthistoriker, „verliebte sich gleich so“ in das Gemälde, dass er es seiner Frau um 2.000 Reichsmark abkaufte. Das Bild hatte jedoch einen Versicherungswert von 10.000 RM. Das Gemälde hing zunächst im Bureauzimmer von Gustav Künstler (1902–1974) beim Berglandverlag am Schwarzenbergplatz, später dann in der ehelichen Wohnung.
Vita Künstler verfügte in ihrem Testament die Schenkung des Bildes nach ihrem Tod an die Österreichische Galerie  im Schloss Belvedere. Die Tochter Hermine Müller-Hofmann kommentierte die Schenkung in einem Brief aus dem Jahr 1965: „Damit bin ich ganz zufrieden“. Dieser Satz wirkte sich später nachteilig für die Erben aus, als sie die Rückgabe einforderten. Die Schenkung wurde schließlich vorgezogen, Vita Künstler übergab das Bild bereits 1988. Sie starb 2001. Heute noch steht in der Provenienzliste des Belvederes der Name Hermine Müller-Hofmann, der das Bild mutmaßlich nie gehört hat.

„Künstler dürfte die historisch belastete Provenienz des Bildnisses bewusst gewesen sein: Jane Kallir, Enkelin von Otto Kallir, sieht darin den Grund, warum ihre lebenslange Bekannte das Gemälde trotz vielfacher Angebote nie verkaufte. Mit der Schenkung an die Österreichische Galerie habe sich Vita Künstler, so Kallir, vom moralischen Dilemma befreien wollen.“

## Rechtsstreit
Im Jänner 2006 entschied ein dreiköpfiges Schiedsgericht, dass fünf Gustav-Klimt-Gemälde aus dem Nachlass von Ferdinand Bloch-Bauer an dessen Erben rückerstattet werden müssen, darunter die berühmten Porträts seiner Ehefrau, Adele Bloch-Bauer I und Adele Bloch-Bauer II. Die Werke befanden sich in der Österreichischen Galerie im Wiener Belvedere.
Dasselbe Schiedsgericht sah die Voraussetzungen für eine Rückstellung des Gemäldes Amalie Zuckerkandl an die Erbengruppe nach Ferdinand Bloch-Bauer bzw. nach Hermine Müller-Hofmann nach dem Kunstrückgabegesetz 1998 als nicht erfüllt an. Der Oberste Gerichtshof wies im April 2008 die außerordentlichen Revisionen zurück und bestätigte den Schiedsspruch. Seither gilt die Sammlung Belvedere als rechtmäßiger Besitzer. 2013 wurde das Gemälde als Leihgabe in der Londoner National Gallery gezeigt, die Sonderausstellung trug den Titel Facing the Modern.
Seit März 2023 ist das Bildnis im Themenraum Kontur und Charakter im oberen Belvedere zu sehen.